# روبوت متنقل

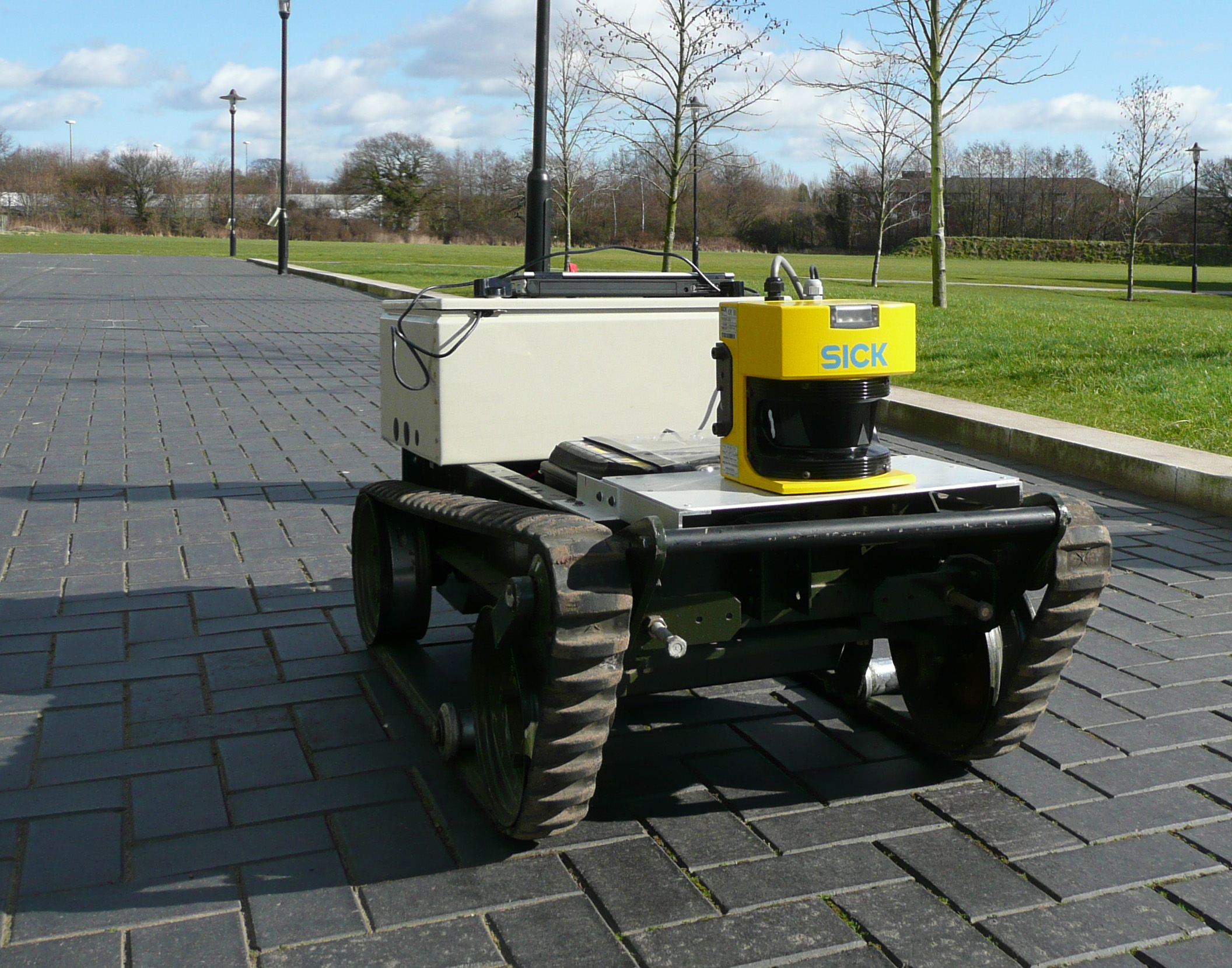
روبوت متنقل يحمل متحسس (ليدار LIDAR) يمكنه استشعار العوائق في طريقه لتفاديها.

الروبوت المتنقل أو الإنسالة المتنقلة هو روبوت قادر على الحركة. تعتبر الروبوتية المتنقلة عادةً مجالًا فرعيًا من الروبوتيات وهندسة المعلومات.
تستطيع الروبوتات المتنقلة التحرك في بيئتها وليست ثابتة في مكان مادي واحد. يمكن أن تكون الروبوتات المتنقلة «ذاتية التحكم» (إيه إم آر - روبوت متنقل ذاتي التحكم) ما يعني أنها قادرة على الملاحة في بيئة غير متحكم بها دون الحاجة إلى أجهزة توجيه مادية أو كهروميكانيكية. أو بدلًا من ذلك، يمكن أن تعتمد الروبوتات المتنقلة على أجهزة توجيه تسمح لها بالتنقل عبر مسار ملاحة محدد مسبقًا في مساحة متحكم بها نسبيًا (إيه جي فّي-مركبة موجهة ذاتية التحكم). وعلى النقيض من هذا، تكون الروبوتات الصناعية عادةً ثابتة إلى حد ما، وتتألف من ذراع مفصلية (مناول متعدد الروابط) ومجموعة القابض (أو النهاية العاملة)، المتصلة بسطح ثابت.
أصبحت الروبوتات المتنقلة أكثر شيوعًا في البيئات التجارية والصناعية. تستخدم المستشفيات الروبوتات المتنقلة ذاتية التحكم لنقل المواد منذ سنوات عديدة. وركبت المستودعات أنظمة روبوتية متنقلة لنقل المواد بكفاءة من رفوف التخزين إلى مناطق استيفاء الطلبات. تشكل الروبوتات المتنقلة أيضًا محور رئيسي للبحوث الحالية، ولدى كل جامعة كبرى تقريبًا مختبر واحد أو أكثر يركز على أبحاث الروبوتات المتنقلة. توجد الروبوتات المتنقلة أيضًا في البيئات الصناعية والعسكرية والأمنية. تعتبر الروبوتات المنزلية منتجات استهلاكية، بما فيها الروبوتات الترفيهية التي تؤدي مهام منزلية معينة مثل الكنس أو البستنة.
يتكون الروبوت المتنقل من وحدة تحكم، وبرامجيات تحكم، ومستشعرات ومشغلات. تكون وحدة التحكم عادةً معالج دقيق، أو متحكم دقيق مدمج أو كمبيوتر شخصي (بّي سي). يمكن أن تكون برامجيات تحكم الأجهزة المتنقلة مكتوبة إما بلغة تجميعية المستوى أو بلغات عالية المستوى مثل سي أو سي++ أو باسكال أو فورتران أو برامجيات زمن حقيقي مخصصة. تعتمد المستشعرات المستخدمة على متطلبات الروبوت. قد تكون المتطلبات هي تقدير الموضع، واستشعار اللمس والاقتراب، وتحديد مدى التثليث، وتجنب التصادم، وتحديد الموقع، والتطبيقات محددة أخرى.

## ملاحة الروبوت المتنقل
هناك أنواع عديدة لملاحة الروبوت المتنقل:

### متحكم بها يدويًا عن بعد أو مشغلة عن بعد
يتحكم مشغل باستخدام عصا تحكم، أو جهاز تحكم آخر، في الروبوت المشغل عن بُعد يدويًا بالكامل. قد يكون الجهاز متصلًا مباشرةً بالروبوت، أو قد يكون عصا تحكم لاسلكية، أو ملحقًا لحاسوب لاسلكي أو وحدة تحكم أخرى. يُستخدم الروبوت المشغل عن بُعد عادةً لإبقاء المشغل بعيدًا عن الأذى. ومن الأمثلة على الروبوتات اليدوية المتحكم بها عن بعد، آناترولر إيه آر آي-100 وإيه آر آي- 50 من شركة روبوتيكس ديزاين، وتالون من شركة فوستر ميللر، وباكبوت من شركة آي روبوت، وإم كيه-705 روستربوت من شركة كوموتيك.

### محمية مشغلة عن بعد
يمكن للروبوت المحمي المشغل عن بعد استشعار وتجنب العقبات، ويتحرك في بقية الحالات كما يُشغل، مثل الروبوت المشغل عن بعد يدويًا. تقدم قلة من الربوتات المتنقلة، إن وجدت، تشغيل عن بعد محمي.

### مركبات متتبعة للمسار
كانت بعض المركبات الآلية الموجهة (إيه جي فّي) المبكرة عبارة عن روبوتات متنقلة متتبعة للمسار. قد تتبع مسارًا مرئيًا مرسومًا أو مدمجًا في الأرضية أو السقف، أو سلكًا كهربائيًا في الأرضية. وتُشغل معظم هذه الروبوتات خوارزمية بسيطة «أبقي المستشعر المركزي على المسار». لم تتمكن من الدوران حول العقبات؛ بل توقفت وانتظرت عندما أعاق شيء ما طريقها. ما تزال شركات ترانسبوتكس، وإف إم سي، وإيجمين وإتش كيه سيستمز والعديد من الشركات الأخرى، تبيع أمثلة عديدة من هذه المركبات. ما تزال هذه الأنواع من الروبوتات شائعة على نطاق واسع في المجتمعات الروبوتية المعروفة كخطوة أولى نحو تعلم كل شيء عن الروبوتات.

### الروبوت الموجه ذاتي التحكم
يعرف الروبوت الموجه ذاتي التحكم بعض المعلومات، على الأقل، عن مكان تواجده وكيفية الوصول إلى أهداف أو إحداثيات مختلفة على طول الطريق. يحسب «التمركز» أو معرفة موقعه الحالي، باستخدام وسيلة أو أكثر، فيستخدم مستشعرات مثل مرمزات المحركات، والرؤية، والتجسيم، والليزر وأنظمة التموضع العالمي. تستخدم أنظمة التموضع التثليث غالبًا، والموقع النسبي و/أو تمركز مونتي-كارلو/ماركوف لتحديد موقع واتجاه المنصة، التي يمكنها بواسطتها تخطيط مسار إلى الإحداثية أو الهدف التالي. يمكنها جمع قراءات المستشعر المختومة بالوقت والموقع. تكون هذه الروبوتات غالبًا جزءًا من شبكة المؤسسة اللاسلكية، وتتفاعل مع أنظمة الاستشعار والتحكم الأخرى في المبنى. فمثلًا، يستجيب روبوت الأمن باترولبوت للإنذارات، ويشغل المصاعد ويبلغ مركز القيادة عند وقوع حادث. تشمل الروبوتات ذاتية التحكم الأخرى، روبوتات سبيسي مايندر وربوتات تي يو جي الخاصة بالتسليم في المستشفى. في عام 2013، أنشأت الفنانة إليزابيث ديماراي روبوتات ذاتية التحكم قادرة على إيجاد ضوء الشمس والمياه للنباتات في الأصص، بالتعاون مع المهندس الدكتور تشينغزي زو، وعالم الأحياء الدكتور سيميون كوتشومي، وعالم الكمبيوتر الدكتور أحمد الجمال.